# 3953 Perth
A 3953 Perth (ideiglenes jelöléssel 1986 VB6) a Naprendszer kisbolygóövében található aszteroida. Edward L. G. Bowell fedezte fel 1986. november 6-án.